# Zack en Roue Libre
Zack en Roue Libre est une émission française de talk-show et de podcast créée et animée par Zack Nani. Depuis son lancement en 2017, l’émission se distingue par ses interviews longues (allant de 90 minutes à 2 heures) dans lesquelles Zack Nani reçoit chaque semaine une personnalité. Produite en partenariat avec Webedia, l’émission est diffusée en direct sur Twitch, et est également disponible en podcast sur diverses plateformes (Apple Podcasts, Spotify, etc.).

## Historique et genèse
L'émission est lancée en février 2017 sur Eclypsia, puis a rejoint LeStream en 2018, Team Vitality en 2020 avant de rejoindre Webedia. Son concept repose sur un format de talk-show où chaque invité bénéficie d'un espace de discussion libre, abordant des sujets personnels et professionnels,. Initialement, l'émission recevait principalement des streameurs et vidéastes web,, avant d’élargir progressivement son panel d’invités à des journalistes et des personnalités du monde de l’e-sport. Par la suite, Zack en Roue Libre a également accueilli des sportifs de haut niveau, acteurs, coach, directeur, marquant ainsi une diversification de son contenu,.

## Format
Chaque épisode dure en moyenne 90 minutes et est diffusé en Full HD en langue française. 

## Diffusion et plateformes
L’émission est diffusée sur plusieurs canaux numériques. Elle est retransmise en direct sur Twitch et accessible sur YouTube en replay. Une version audio est également disponible sous forme de podcast sur Apple Podcasts, Spotify et d’autres plateformes de streaming, permettant d’atteindre un public plus large. Par ailleurs, des extraits et des annonces d’épisodes sont régulièrement partagés sur le réseau social X, Instagram et d’autres réseaux sociaux afin de maintenir l’engagement de la communauté.

## Liste des épisodes

### Saison 1  à Eclypsia (2017)
1. Mais qui est Zack Nani ?, 3 février 2017
2. Test de QI avec Chap, Wakz, Aayley & Naho, 6 février 2017
3. Zack reçoit Seas, 7 février 2017
4. Le parcours esport de Broken sur Call of Duty, 8 février 2017
5. L'histoirede Domingo, 13 février 2017
6. 1v1 Sniper Black Ops sur Nuketown vs Chap, 22 février 2017
7. Zack coach Kameto sur Black Ops, 23 février 2017
8. L'invité du Jour : PFUT10, 24 février 2017
9. Le parcours esport de Gotaga sur Call of Duty, 27 février 2017
10. Le parcours esport de Doigby, 20 mars 2017
11. Le parcours Youtube d'Emma CakeCup, 28 mars 2017
12. Le parcours d'Anil/Wartek, 17 avril 2017
13. Le parcours Youtube de Vinsky, 24 avril 2017
14. Dégustation avec TheKairi78 !!, 9 mai 2017
15. Mais qui est Chasseur de raies ?, 6 juin 2017

### Saison 2 à LeStream (2018 - 2019)
1. Alderiate nous dit tout sur son retour !, 20 juillet 2018
2. Mais qui est Akytio?, 27 juillet 2018
3. Carbon, le petit frère de Gotaga, 3 août 2018
4. Le parcours de Laink & Terracid, 10 août 2018
5. Léo Duff, le parcours d'un youtubeur high-tech, 17 août 2018
6. L'histoire de Kameto, 24 août 2018
7. La vie de Jiraya, 31 août 2018
8. D'où vient Sardoche ?, 28 septembre 2018
9. Retrospective du parcours de MisterMV, 12 octobre 2018
10. L'incroyable ascension de Domingo, 19 octobre 2018
11. Bruce Grannec, le papa de l'esport, 9 novembre 2018
12. Les dessous de l'histoire du projet Solary, 23 novembre 2018
13. Le chemin d'EnjoyPhoenix, 30 novembre 2018
14. Spécial Téléthon Gaming Pierre Lapin & Luciole, 7 décembre 2018
15. Laure Bulli, le parcours de journaliste esport, 14 décembre 2018
16. Mamytwink, un formidable parcours atypique, 21 décembre 2018
17. Prince, son parcours !, 11 janvier 2019
18. Episode #1.18, 18 janvier 2019
19. L'évolution de Doigby !, 25 janvier 2019
20. L'empire Zerator, 1 février 2019
21. L'origine du génie Skyyart !, 8 février 2019
22. Le parcours de Maxildan, le présentateur du game !, 23 février 2019
23. L'histoire d'Aiekillu, 2 mars 2019
24. Zouloux, le passionné, 9 mars 2019
25. Poncefesse mais qui es-tu ?, 23 mars 2019
26. Le parcours de Maghla, 30 mars 2019
27. D'où vient Joel de Radio Sexe ?, 15 avril 2019
28. Le parcours d'Hugo Délire, 21 avril 2019
29. La vie de Xari, 5 mai 2019
30. Toute l'histoire de Cyril, 19 mai 2019
31. D'Aurillac à Levallois, Rivaol nous raconte son métier, 9 juin 2019
32. La neutralité c'est  impossible… Hugo Décrypte, 24 juin 2019
33. Zack en roue libre reçoit CODJordan23, 19 juin 2019

#### Hors série
1. Découverte d’Hippø, le parcours de DJ !, 8 mars 2019

### Saison 3 à LeStream (2019 - 2020)
1. Fabien Neo Devide: "Vitality, c'est les Avengers", 6 octobre 2019
2. La folle histoire de Bapt & Gaël, 13 octobre 2019
3. L'empire Gotaga, 20 octobre 2019
4. Le parcours de Marie Palot, 27 octobre 2019
5. Wiloo, son parcours et sa vision du football, 10 novembre 2019
6. Doc Seven se livre sur sa timidité et ses ambitions, 17 novembre 2019
7. Le parcours de Trinity : de LNP à EA, Arte, LeStream et Twitch, 1ᵉʳ décembre
8. De 2007 à aujourd'hui, le parcours du chevronné Ken Bogard, 8 décembre 2019
9. Le parcours de Mahmoud "Brak" Gassama, 18 décembre 2019
10. Shaunz, le coach League of Legends, 12 janvier 2020
11. Bob Lennon se livre sur son parcours, 19 janvier 2020
12. D'où vient Sébastien Abdelhamid ?, 26  janvier 2020
13. Le parcours de Sheshounet, 9 février 2020
14. Mehdi Maïzi : anecdotes, parcours et sa vision du rap, 16 février 2020
15. Chips et Noi : Comment ont-ils créé O'Gaming ?, 23 février 2020
16. Le parcours de Lutti, 9 mars 2020

### Saison 4 à Team Vitality (2020 - 2021)
1. La communauté incroyable d'Inoxtag !, 15 septembre 2020
2. Le Motif, l'étoile montante du rap !, 22 septembre 2020
3. Brawks, de l'esport à la musique !, 29 septembre 2020
4. Jeel, l'aventure d'une streameuse au fort caractère !, 6 octobre 2020
5. ZywOo, le meilleur joueur CS/GO du monde, 18 octobre 2020
6. LeBouseuh en live !, 1ᵉʳ novembre 2020
7. KennyStream revient sur son parcours !, 6 novembre 2020
8. Aypierre, le patron de Minecraft, 13 novembre 2020
9. Kotei, revient sur toute l'histoire de la Kcorp, 4 décembre 2020
10. Zaboutine, de caster LOL à coach LCS, 11 décembre 2020
11. The Champ is here! Morgan Charrière, l'histoire du champion de MMA, 18 décembre 2020
12. Math se Fait des Films, le banquier qui a souillé le cinéma, 15 janvier 2021
13. LittleBigWhale, la voie vers Vitality, 22 janvier 2021
14. Jean Massiet, le streamer infiltré en politique, 29 janvier
15. DrFeelFood, la thérapie par le stream, 5 février 2021
16. Sardoche se confesse, 19 février 2021
17. Poisson Fécond revient sur son parcours, 26 février 2021
18. Manuel Ferrara, de star du X à streameur twitch, 5 mars 2021
19. Nikof, de l'armée à Fortnite !, 18 mars 2021
20. Lowan, le French Campeur !, 25 mars 2021
21. Kaydop : gagner pour ne plus douter, 2 avril 2021
22. Zuukou Mayzie nous révèle tout !, 9 avril 2021
23. TrashTalk, les pros du  basket... et l'apéro !, 16 avril 2021
24. RebeuDeter, l'âge de raison ?, 7 mai 2021
25. Rivenzi, l'histoirien du twitch game !, 14 mai 2021
26. YassEncore, la fin du troll !, 28 mai 2021
27. JL Tomy, le stream comme mode de vie !, 4 juin 2021
28. Dr Nozman, du handspinner aux JO en passant par le skateboard !, 14 juin 2021
29. Etoiles, le streamer qui nuit à l'inculture !, 17 juin 2021

### Saison 5 (21 septembre 2021 - 9 mars 2022)
1. Narkuss : "Si Kameto a fait la KCorp c'est aussi parce qu'on a fait Solary", 21 septembre 2021
2. Trayton : de joueur pro à casteur influent, 29 septembre 2021
3. Kenny S, "On allait disband puis on a gagné le Major", 5 octobre 2021
4. AmineMaTue, de twittos à top streameur, 12 octobre 2021
5. Depielo, son parcours et sa vision de la Formule 1, 19 octobre 2021
6. ChowH1, le champion du monde de Warzone, 26 octobre 2021
7. CaminoTV, le média sneakers français de référence ?, 3 novembre 2021
8. Capitaine Roshi, l'étoile montante du rap français, 9 novembre 2021
9. Seb : l'histoire d'une des stars de YouTube, 16 novembre 2021
10. L'histoire de Zack par Doigby, 23 novembre 2021
11. La grande évolution de Maghla, 30 novembre 2021
12. Skyrroz, le plus grand youtubeur Call Of Duty, 14 décembre 2021
13. Rhobalas, l'Homme aux 400 jours streamés sur League Of Legends, 4 janvier 2022
14. Sa carrière, la Redbox, les réseaux... Amixem dit tout, 11 janvier 2022
15. Le parcours et la vie de JL Amaru, 18 janvier 2022
16. Kameto se livre sur sa carrière la Karmine, ses avis, 1er février 2022
17. Zack en Roue Libre X Booska P avec SDM et Booska Colombien, 14 février 2022
18. Karnage, le producteur des plus grosses émissions Twitch, 15 février 2022
19. MrLEV12, un monument du Call Of Duty français, 22 février 2022
20. Julien Chièze, une référence du jeu vidéo français, 1er mars 2022
21. Julien Febreau se livre sur sa carrière et la saison 2022, 8 mars 2022
22. L'histoire de Joueur du Grenier avec Fréderic Molas, 15 mars 2022
23. Malek, le streameur controversé de CS:GO, 29 mars 2022
24. Joël, de Radio Sexe à CEO de BMS, 6 avril 2022
25. Nisqy se confie sur sa carrière, 6 avril 2022
26. Alphacast, le pionnier Overwatch français, 19 avril 2022
27. HitTheRoad le duo renversant de YouTube, 26 avril 2022
28. Djilsi, l'étoile montante de YouTube, 3 mai 2022
29. Xavier Oswald, le directeur Business de la Karmine Corp, 10 mai 2022
30. Zack En Roue Libre x Booska-P avec Kalash et Thomas Guisgand, 18 mai 2022
31. Le parcours étonnant de Maxime Biaggi, 25 mai 2022
32. Glutonny, le prince de Super Smash Bros, 31 mai 2022
33. L'histoire de PFut, 7 juin 2022
34. Cyprien, le monument du YouTube français, 14 juin 2022
35. Mister V, le roi de YouTube, 21 juin 2022

### Saison 6 (2022 - 2023)
1. Ciryl Gane, le pillier français de l'UFC, 20 septembre 2022
2. Raska, le créateur/réalisateur du LOAT, 27 septembre 2022
3. Gurky, le fin gourmet de YouTube, 4 octobre 2022
4. AVAMind de directrice à streameuse, 11 octobre 2022
5. Temperr, le créateur de FaZe Clan, 16 octobre 2022
6. Ludwig, l'homme aux 283 000 subs, 18 octobre 2022
7. Crimsix, le plus grand joueur Call OF Duty de l'histoire, 24 octobre 2022
8. OpTic Gaming, la plus grosse structure de Call Of Duty, 25 octobre 2022
9. Omar da Fonseca, de joueur à commentateur de légende, 2 novembre 2022
10. L'histoire de Karim Benzema, le Ballon d'Or 2022, 5 novembre 2022
11. Chips et Noi, les Fondateurs d'OTP LoL, 9 novembre 2022
12. Cédric Bakambu, le globe-trotter du football, 15 novembre 2022
13. Feldup, le roi de l'horreur, 23 novembre 2022
14. Ultia, des bancs de l'école à streameuse multigaming, 30 novembre 2022
15. ApEX, le grand capitaine de CSGO, 6 décembre 2022
16. Laure Valée, la figure française de League of Legends, 10 janvier 2023
17. Sturry, l'expert catch d'internet, 18 janvier 2023
18. Amaury Delerue, l'arbitre de football professionnel, 24 janvier 2023
19. Samuel Étienne, de présentateur iconique à streamer, 31 janvier 2023
20. Kevin et Henry Tran, les prodiges de YouTube, 14 février 2023
21. Daniel Riolo, le roi de l'After Foot, 22 février 2023
22. Vitality Rocky, le champion du monde de FIFA, 28 mars 2023
23. ZeratoR, le père du streaming français, 7 mars 2023
24. DiabloX9, la légende du YouTube francophone, 22 mars 2023
25. Charles Villa, le journaliste - Youtubeur de BRUT, 29 mars 2023
26. Romain Molina, le journaliste foot d'investigation, 5 avril 2023
27. Samir Nasri, le parcours du petit prince de Marseille, 11 avril 2023
28. Tomy, Joblife et top streameur français, 19 avril 2023
29. TheGreatReview, le boss du storytelling gaming, 26 avril 2023
30. Tev Ici Japon, l'empire du youtubeur/entrepreneur au Japon, 3 mai 2023
31. Gotaga, patron du gaming français et CEO Gentle Mates, 5 mai 2023
32. Louis-San, le taulier du YouTube franco-japonais, 10 mai 2023
33. L'histoire d'Ichiban et Japania, 16 mai 2023
34. Saladhine Parnasse, le jeune prodige du MMA, 17 mai 2023
35. Re: Take, les comédiens doubleurs/youtubeurs, 24 mai 2023
36. Abdoul Abdouraguimov, le surdoué du combat, 26 mai 2023
37. Rio Mavuba, l'emblématique capitaine, 31 mai 2023
38. Jean-Charles Sabattier, le kaiser du football allemand, 7 juin 2023
39. Christophe Agius et Philippe Chéreau, icônes du catch, 14 juin 2023
40. Adeline Chetail, la voix que vous connaissez tous, 20 juin 2023
41. Michou, d'Albert au sommet de YouTube, 29 juin 2023

#### Hors série
1. Anthony Lopes, le portier historique de l'OL, 13 janvier 2023
2. Selma Bacha, le joyau du football féminin, 11 juillet 2023

### Saison 7 (2023 - 2024)
1. Xavier Pincemin, de Top Chef à cuisinier de YouTube, 19 septembre 2023
2. AnaOnAir, une ascension à 200km/h, 27 septembre 2023
3. Benoît Saint Denis, des Forces Spéciales à l'UFC, 12 octobre 2023
4. Adil Rami, champion du monde du divertissement, 18 octobre 2023
5. Didier Drogba, l'histoire d'un mouvement, 26 octobre 2023
6. Kévin Séraphin, de la Guyane à la NBA, 2 novembre 2023
7. Tom Lecomte, de la maladie aux Jeux Paralympiques, 9 novembre 2023
8. Morgan Charrière, le pirate français de l'UFC, 16 novembre 2023
9. Estelle Mossely, championne olympique de boxe, 29 novembre 2023
10. Jiraya, l'OG du Twitch français, 6 décembre 2023
11. Inoxtag, le shonen d'un petit prodige YouTube, 13 décembre 2023
12. Horty, à cœur ouvert, 20 décembre 2023
13. Earvin Ngapeth, l'îcone française du volley-ball, 29 décembre 2023
14. Arthur Perticoz, CEO de la Karmine Corp, 3 janvier 2024
15. Nadir Hifi, en route vers la NBA, 10 janvier 2024
16. Clem, le grand espoir de l'esport français, 17 janvier 2024
17. Olivier Dacourt, taulier du foot à la carrière inspirante, 26 janvier 2024
18. Etoiles, Twitch au service de la culture, 1 février 2024
19. Tiky, streamer à l'ascension fulgurante, 7 février 2024
20. Le Grand JD, l'avanturier du paranormal sur YouTube, 14 février 2024
21. Mastu : Red Box, LOAT, l'itinéraire à succès d'un passionné, 21 février 2024
22. Marion Bartoli, dans la légende du tennis français, 28 février 2024
23. PP Garcia, journaliste/youtubeur tech à l'energie, 6 mars 2024
24. Gaël Clichy, le frenchie devenue roi d'Angleterre, 14 mars 2024
25. Théodort, le début d'une nouvelle ère, 20 mars 2024
26. Liv, reine du crime sur internet, 11 avril 2024
27. Brigitte Lecordier, une voix intemporelle, 17 avril 2024
28. Mistugi, de la rue jusqu'au sucès au Japon, 25 avril 2024
29. Bafé Gomis, la grande carrière de la panthère, 30 avril 2024
30. Baki, l'étoile montante du MMA français, 1er mai 2024
31. Andie Ella, la youtubeuse - entrepreneuse à succès, 9 mai 2024
32. Caroline Garcia, l'histoire d'une prodige du tennis, 22 mai 20244
33. Baghera Jones, le streaming à l'international, 29 mai 2024
34. Billy, le streamer aux multiples combats, 9 juin 2024
35. Nico, l'émouvant parcours de vie d'un futur grand d'internet, 28 juin 2024
36. Nassourdine Imavov, l'histoire d'un top 5 UFC, 5 juillet 2024
37. IbraTV, de réfugié de guerre à youtubeur/businessman, 11 juillet 2024
38. Freddy Gladieux, le maître de l'humour, 21 juillet 2024
39. Robert Pirès, l'histoire d'un champion du monde 98, 25 juillet 2024

#### Hors série
1. Sébastien Haller, le triomphe d’un survivant, 26 février 2024

#### Saison 8
1. Prime, d'ancien crack du foot US à CEO Karmine Corp, 2 octobre 2024
2. Alexis et Félix Lebrun, les 2 prodiges du ping-pong FR, 9 octobre 2024
3. Saïd, du football amateur au Eleven All Star, 16 octobre 2024
4. Yacine Adli, l'âge de raison d'une jeune prodige du foot, 17 octobre 2024
5. Florian Thauvin, l'itinéraire d'un champion du monde, 18 octobre 2024
6. Byilhan, symbole d'une nouvelle génération d'internet, 23 octobre 2024
7. Mel, de la GCorp à la karmine Corp : le choix d'une vie,  30 octobre 2024
8. Mathis Dumas, une nouvelle vie après l'Everest, 6 novembre 2024
9. TrashTalk, l'historique média NBA en France, 15 novembre 2024
10. Eugénie Le Sommer, la légende aux 450 buts, 16 novembre 2024
11. Thilo Kehrer, un espoir du PSG devenu capitaine de Monaco, 19 novembre 2024
12. Joan-Benjamin Gaba, le judoka devenu héros des JO, 20 novembre
13. LeBouseuh, de youtubeur banni à + de 7 millions d'abonnés, 29 novembre 2024
14. Donald Reignoux, la légende du doublage (Spiderman, Titeuf,etc.), 4 décembre 2024
15. Pablo Longoria, un recruteur devenu président de l'OM, 10 décembre 2024
16. Djibril Cissé, le sérial buteur français, 14 décembre 2024
17. Nedim Remili, le handballeur qui a (presque) tout gagné, 21 décembre 2024
18. Malik Bentalha, la renaissance d'un humoriste, 30 décembre 2024
19. Kameto, son rêve des Worlds, la karmine, sa perte de poids, 14 janvier 2025
20. Squeezie, 14 ans d'histoire sur internet, 20 janvier 2025
21. Tatiana, la sensation du stream français, 23 janvier 2025
22. Shox, le monument du Counter-Strike français, 29 janvier 2025
23. Rémy Cabella, une carrière pleine de rebondissements, 13 février 2025
24. Pape San, les avantures du plus gros streameur IRL, 19 février 2025
25. Frigiel raconte l'histoire de sa carrière (Minecraft, Epicube, Coopteam), 5 mars 2025
26. Grimkujow, le twittos qui aura conquis Bercy (Zen, Cacabox), 8 mars 2025
27. Thomas Deseur, le Zénith d'une carrière (Amixem, tournée...), 27 mars 2025
28. Jason Brokerss, l'histoire d'un humoriste passionné, 4 avril 2025
29. Mayadorable, une histoire de YouTube à l'Olympia, 9 avril 2025
30. Sidney Govou, le parcours Dingue d'une figure du foot français, 10 avril 2025
31. Ilyesse, son avanture Koh Lanta au bout du monde, 16 avril 2025
32. Hans Sama, l'AD Carry au sommet de LOL depuis 10 ans, 22 avril 2025
33. Targamas, le gamin contesté devenu chamion LEC, 23 avril 2025
34. Flamby, l'âge de la maturité d'un phénomène d'internet, 30 avril 2025
35. Trixy, le renouveau d'une reine de GTA RP, 15 mai 2025
36. Mohamed Sissoko : PSG, Liverpool, Juve, Valence, l'histoire d'un parcours hors norme, 21 mai 2025
37. Anyme, l'ascension la plus fulgurante d'internet, 27 mai 2025
38. Marie Lorphelin dévoile les secrets de Miss France, 4 juin 2025
39. Thomas Ngijol, la grande carrière d'un roi de l'humour et du cinéma, 13 juin 2025
40. FastGoodCuisine, de YouTube à l'empire Pepe Chciken, 18 juin 2025
41. Allan Saint-Maximin lâche ses vérités (Newcastle, Fenerbahce, dopage), 4 juillet 2025
42. Valentin Madouas à cœur ouvert après le TDF2025, 30 juillet 2025
43. Eden Hazard, les confidences du génie belge, 9 août 2025